# Sportwerk Hamburg
Das Sportwerk Hamburg ist die größte Squashanlage in Hamburg.

## Geschichte
Die Anlage wurde im Jahr 1980 mit Erweiterung in 1984 auf einem 5.684 m² großen Erbbaugrundstück (städtischer Grund) in Hamburg-Stellingen für etwa 6,0 Mio. DM von Heinz Marquardt in massiver, zweigeschossiger Bauweise als Squashcenter Marquardt errichtet. Das Gebäude verfügt über eine Nutzfläche von 2.400 m², davon entfallen ca. 1.200 m² auf den Squashbereich, ca. 200 m² auf den Fitnessbereich und ca. 500 m² jeweils auf die Bereiche Gastronomie/Service und auf den Sanitär- und Technikbereich. Die Sportanlage wird seit 2013 von der Sportwerk GmbH verwaltet und betrieben. Centermanager ist der holländische Squashtrainer Bart Wijnhoven. Die Anlage wurde in den Jahren 2014/2015 umfassend renoviert und umgebaut.
Im September 2016 wurde im Sportwerk der einzige permanente Vierseiten-Glascourt Deutschlands eröffnet, der auch internationalen Standards entspricht und in mobiler Version auf der Profitour eingesetzt wird.

## Sportangebote und Einrichtungen
- 15 Squashcourts, erweiterbar auf 17 Courts; Vier-Seiten-Glascourt als Centercourt mit Tribüne für bis zu 300 Zuschauer.
- Fitnessbereich mit Cardiotraining, Hanteltraining usw.
- Veganes Restaurant mit Bar und Players-Lounge
- Schwimmbad und Sauna
- Sportshop

Die Anlage liegt inmitten einer Kleingartenkolonie. In unmittelbarer Nähe befinden sich weitere Sportstätten: Das Eisstadion Stellingen (im Sommer als Radrennbahn genutzt), der Sportpark Eimsbüttel mit mehreren Fußballplätzen sowie die Tennisanlage des Vereins Grün-Weiss Eimsbüttel.

## Vereine und Betriebssport
Das Sportwerk ist die Heimanlage für zwei Sportvereine:
- Sportwerk Hamburg Walddörfer
- FC St. Pauli von 1910 e.V.
- SC Nottensdorf

Daneben ist das Sportwerk Stützpunkt der Squash-Sparte für zahlreiche Betriebssportvereine: Feuerwehr, Airbus Stade, Sportwerk/Görtz, Airbus Hamburg, Haspa, Gruner + Jahr, Hamburg Wasser, Hamburg Commercial Bank, Schülke & Mayr, Deutsche Bank, Hanse Merkur, Commerzbank, Beiersdorf, Signal Iduna, Eurogate, Generali Versicherungen und Hapag-Lloyd.

## Veranstaltungen
Das Sportwerk ist Austragungsstätte zahlreicher nationaler und internationaler Turniere und Begegnungen der 1. Squash-Bundesliga der Herren. Außerdem ist es Stützpunkt für das Jugend-Bundestraining.
Seit 2016 wurden im Sportwerk die Deutschen Squash-Meisterschaften im Einzel sowie die German Junior Open ausgetragen.